# توماس كينيدي (سياسي)
توماس كينيدي (بالإنجليزية: Thomas Laird Kennedy)‏  (و. 1878 – 1959 م) هو سياسي، من كندا، ولد في ميسيساغا، توفي في ميسيساغا، عن عمر يناهز 81 عاماً.

## مناصب
تولى منصب رئيس وزراء أونتاريو ‏ (19 أكتوبر 1948–4 مايو 1949).